# Caroniti
Caroniti (Charonites, Χαρονίτες in greco bizantino - Carunìti in calabrese) è una delle frazioni di Joppolo, in provincia di Vibo Valentia, collocata in cima al Monte Poro. Il paesino sorge aggrappato alla montagna ed è caratterizzato dai suoi stretti vicoli in saliscendi.

## Geografia fisica
Il territorio di Caroniti è posto sulla pendice sud ovest del Monte Poro a una quota che va dai 550 m di piazza San Gennaro fino ai 710 m della cima del Monte Poro.
Il paese si divide in 3 zone:
- Sutta u' muru (piazza San Gennaro) che prende il nome dall'omonima chiesa del santo patrono - piazza centrale
- A Rumania, zona alta del paese dominata dalla chiesetta della Madonna di Romania - in alto al paese
- A strada Reggia - inizio del paese arrivando da Joppolo

La parte attiva e commerciale del paese si identifica con via Pantano Marino dove è situata la farmacia ed il negozio di alimentari.

## Economia
Il paese ha un'economia basata sull'agricoltura con allevamento di bovini ed ovini e coltivazione di peperoncino per la produzione della famosa 'nduja di Spilinga, con annesse attività di ristorazione e degustazione dei prodotti tipici (agriturismi). Sono presenti numerosi ristoranti dove si possono gustare diverse pietanze e specialità gastronomiche.